# Corvusiana
Corvusiana is een geslacht van weekdieren uit de klasse van de Gastropoda (slakken).

## Soort
- Corvusiana corvus (Gmelin, 1791)